# Ayana Elizabeth Johnson
Ayana Elizabeth Johnson, född 23 augusti 1980, är en amerikansk marinbiolog, policyexpert och bevarandestrateg. Hon växte upp i Brooklyn, New York och har doktorsexamen i marinbiologi från Scripps Institution of Oceanography. Hon har grundat Ocean Collectiv, ett konsultföretag som hjälper till att hitta "bevarandelösningar för havet grundade i social rättvisa", och Urban Ocean Lab, en tankesmedja för klimatförändringar och politik för havsskydd i kuststäder.
Johnson  var tidigare adjungerad professor vid New York University vid Institutionen för miljöstudier och har arbetat för US Environmental Protection Agency, National Oceanic and Atmospheric Administration (NOAA). Hon var medarrangör för March for Science 2017. Johnson har i allt större utsträckning skapat sig en offentlig profil i klimatförändringsfrågan, som värd för en podcast tillsammans med Alex Blumberg och som redaktör, tillsammans med Katharine Wilkinson, för en essäsamling med bidrag från kvinnliga klimataktivister.

## Biografi

### Utbildning
Johnson fick en kandidatexamen i miljövetenskap och statsvetenskap vid Harvard University. 2011 tog hon doktorsexamen i marinbiologi från Scripps Institution of Oceanography. Hennes doktorandforskning fokuserade på att förstå tvärvetenskapliga hållbara hanteringsmetoder för korallrevresurser, och hennes avhandling hade titeln "Fish, fishing, diving and management of coral reefs."
För sin forskning har Johnson tilldelats stipendier från National Science Foundation (NSF) och American Association of University Women. År 2012 vann fiskfällan som hon uppfann för att minska bifångst den första Rare/National Geographic Solutions Search contest.

### Yrkesliv
Johnsons forskningsintressen fokuserar på bevarande av stadens hav, hållbart fiske, havszonindelning, klimatförändringar och social rättvisa. Johnson har forskat om effekterna av bifångster i karibiskt korallrevfiske och har också samarbetat i forskning relaterat till internationellt samarbete för att minska effekterna av klimatförändringar på små östater.
Innan forskarskolan arbetade Johnson för US Environmental Protection Agency. Efter att hon fått sin doktorsexamen arbetade hon för National Oceanic and Atmospheric Administration och fortsatte sedan med att arbeta som Director of Science and Solutions vid Waitt Foundation i Washington, DC för att finansiera havsskyddsprojekt. 2013 blev hon verkställande direktör för Waitt Institute och grundade Blue Halo Initiative för att samarbeta med regeringar och lokala samhällen i Barbuda, Montserrat och Curaçao för att genomföra mer hållbara planer för havsanvändning och bevarande. Med Blue Halo-initiativet ledde Johnson Karibiens första framgångsrika havszonprojekt. Det inkluderade kartor, kommunikation, politiskt stöd och vetenskapligt stöd till ön Barbuda i samband med att de började reglera och skydda sina kustvatten.  
För närvarande arbetar Johnson som konsult för havsskydd och klimatpolitiska frågor. Hon är grundare och president för Ocean Collectiv, ett konsultföretag som är utformat för att främja havets hållbarhet och bevarandelösningar som är grundade i social rättvisa. Hon är också grundaren av Urban Ocean Lab, en havspolitisk tankesmedja. Tidigare var hon adjungerad professor vid Institutionen för miljöstudier vid New York University.
I augusti 2020 lanserade Johnson podcasten How to Save a Planet tillsammans med Alex Blumberg. I september 2020 publicerade One World / Penguin Random House Johnsons första bok All We Can Save, som är en antologi med skrifter av kvinnliga klimatledare redigerad av Johnson och Katharine Wilkinson.

### Utmärkelser och erkännanden
Johnson valdes att delta som TED-deltagare våren 2016 och var 2016 Aspen Institute Fellow. Hon utsågs till University of California San Diegos "40 Under 40" enastående alumner. Hon sitter i styrelsen för Billion Oyster Project och World Surf Leagues PURE-kampanj samt i rådgivande styrelser för Environmental Voter Project, Simons Foundations Science Sandbox, Scientific American, och Oceanic Global.
År 2016 höll Johnson ett TED-föredrag i New York City, "How to Use the Ocean Without Using it Up". Hon höll ett andra TED-föredrag i Vancouver, "A Love Story for the Coral Reef Crisis." År 2017 var hon huvudtalare vid konferensen "Earth Optimism" vid Smithsonian Institution. Hon rådgav och modererade den inledande World Ocean Festival 2017. I februari 2018 deltog hon i Youtube-serien "Exploring By The Seat Of Your Pants". I februari 2021 utsågs hon till Time 100 Next, nominerad av Gina McCarthy.

### Mediebevakning
Johnsons arbete har upmärksammats i The New York Times, tidningen Nature, Scientific American och The Atlantic. Magasinet Elle utsåg henne till en av de "27 kvinnor som leder skyddandet av vår miljö." 
Texter av Johnson om hur klimatförändringar, havsskydd och miljörättvisa går in i varandra har publicerats i ett flertal medier, bland dem The New York Times, The Washington Post, TIME, och Scientific American. Hon intervjuades av NPR-podcasten Short Wave 2020 efter att hon skrivit en debattartikel i Washington Post. Sedan 2013 har hon bidragit till bloggarna på National Geographic Society och HuffPost.